# Dents Blanches
Les Dents Blanches (en català, Dents blanques) és una muntanya dels Alps del Chablais entre l'Alta Savoia i el cantó de Valais, a la frontera suisso-francesa. Es troba entre Sixt-Fer-à-Cheval al costat savoià i Champéry al costat del Valais, formant part del massís del Giffre i dominant la vall d'Illiez. Al seu nord-oest es troba la tête de Bostan. La muntanya té diverses cimes, entre les quals la Dent de Barme és la més alta.
D'oest a est, els cims principals són els següents:
- la punta de la Golette, 2.638 m;
- Dents Blanches occidentals, 2.709 m;
- la Dent du Signal, 2.728 m;
- la Grande Brèche, 2.711 m;
- Pointe Bourdillon, 2.602 m;
- la Dent Sex Vernay, 2.660 m;
- la Finestra de les Dents Blanches, 2.601 m;
- la Corne à Tournier, 2.738 m;
- la Dent de Barme, 2.756 m.

Cal no confondre aquesta muntanya amb el pic Dent Blanche (4.357 m) que es troba als Alps Penins del Valais.